# It's a Shame About Ray

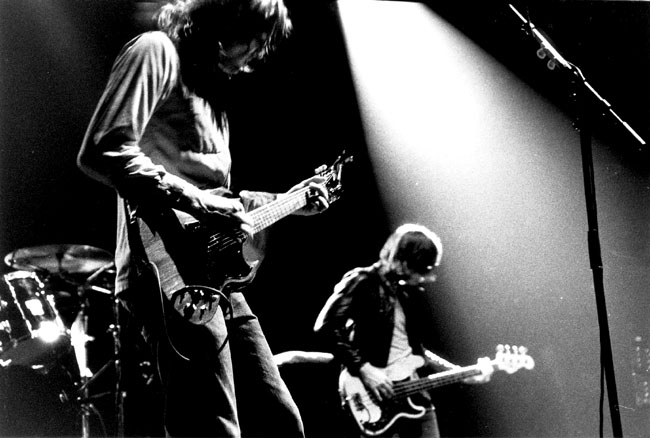
The Lemonheads

It's a Shame About Ray é o quinto álbum da banda americana de rock alternativo The Lemonheads. Foi lançado em 2 de junho de 1992. Tom Morgan da banda australiana Smudge, ajudou na autoria do álbum, e Juliana Hatfield tocou baixo e cantou backing vocals em algumas músicas.
Após o seu lançamento inicial, o álbum seria relançado com um cover da música " Mrs. Robinson ", originalmente da dupla de folk-rock Simon & Garfunkel.  (Paul Simon declarou detestar esta versão)
A versão de Mr Robinson foi lançada como single, gravada para comemorar o 25º aniversário do lançamento do filme The Graduate (A primeira noite de um homem), constando posteriormente a música e o vídeo no lançamento em DVD do filme. A canção havia sido gravada após as outras faixas, com um baixista diferente. A pressão da gravadora também causou a mudança do título da canção "My drug Buddy" (minha amiga droga) que foi reduzida para o título menos provocativo "Buddy" quando o álbum foi lançado, apenas para ser alterado para "My drug Buddy" em versões posteriores.

## História
Em 1991, os Lemonheads haviam lançado quatro álbuns estilisticamente diversos, mas a banda ainda não havia estourado no circuito alternativo. Eles haviam passado por inúmeras mudanças de formação, e Evan Dando apresentava dificuldades para lidar com a fama, drogas e sua imagem de "bonito".
Em julho, o Lemonheads excursionou brevemente pela Austrália abrindo para a banda americana Fugazi, antigo sonho do líder dos Lemonheads. Foi onde Evan encontraria os personagens que inspiram e povoam o disco . "Se eu escrevo canções sobre pessoas é porque as pessoas deixam sua marca em mim e eu só estou tentando descrever essa impressão" declarou Dando. Estes incluem o futuro parceiro de composições Tom Morgan (da banda Smudge) e o futuro baixista do Lemonheads, Nic Dalton.  Morgan tornou-se fundamental para o ressurgimento dos Lemonheads. A canção "Alison's Starting to Happen" foi inspirada em uma viagem de ecstasy de Alison Galloway, baterista do Smudge. Já a colega de quarto de Tom Morgan, Nicole, era tema na canção, "My Drug Buddy", uma canção sobre tomar speedball na King Street, em Newtown, nos subúrbios de Sydney. 
O nome Ray, que dá nome ao título também possui uma origem australiana, e se refere à um sujeito real, o dono de um nightclub, segundo Dando declarou ao semanário inglês Melody Maker: "É o nome de um sujeito de Melbourne, Australia, que chama à todos de 'Ray'. Então comecei a pensar que Ray pode ser uma espécie de nome genérico, para qualquer um, então 'It's A Shame About Ray' pode ser sobre qualquer um. É algo um pouco indefinido, mas ainda assim muito específico. É um pequeno quebra-cabeças para mim também. Eu não estou muito certo se a pessoa que canta as canções é o próprio Ray, ou alguém que o conhecia, é difícil saber".
Entretanto, ao voltar para a América, Dando rapidamente afundou na depressão. Mesmo assim, em Março de 1992 a gravação do novo álbum começou em Los Angeles com os Robb Brothers na produção. O período de gravação foi marcado pela turbulência: terremotos, tumultos raciais em Los Angeles, incêndios criminosos na cidade, e roubos. 

## Recepção e legado
It's a shame about Ray foi saudado pela crítica como um ponto alto artístico no catálogo da banda, além de ser o seu maior sucesso comercial . Até aquele momento,  a música da banda era considerada pela crítica como pop-grunge ou punk-pop, que parecia destinado a situar-se estilisticamente abaixo de outras bandas mais "nobres". O disco provocou uma mudança no status da banda e é hoje considerado um dos discos de rock alternativo mais emblemáticos da década de noventa. 
Segundo o teórico e jornalista de rock Stephen M. Deusner, o disco é, assim como Nevermind do Nirvana, um junkie album, ou seja, um trabalho baseado na experiência com drogas de seu(s) autor(es). Ele teoriza que o disco "transpõe a atmosfera da Portland conturbada de Gus Van Sant para a conservadora New England". Para ele o disco combina a atmosfera trágica dos temas com a suavidade do som.
O album foi relançado como uma edição de colecionadores pela Rhino Records em 2008, incluindo diversas faixas bônus, versões - demo, além do lado B "Shaky Ground", mais um DVD contendo o antigo lançamento em VHS Two Weeks in Australia. Para promover o lançamento, a banda realizou uma série de shows entre Março e Maio de 2008.
Para comemorar os 20 anos do álbum, em 2012, a banda realizou uma turnê pela Austrália, na qual em cada show o disco foi executado na íntegra.

## Lista de Canções
Todas as canções escritas por Evan Dando exceto indicação.
1. "Rockin Stroll"
2. "Confetti"
3. "It's a Shame About Ray" (letras Dando/Tom Morgan, musica Dando)
4. "Rudderless"
5. "My Drug Buddy"
6. "The Turnpike Down"
7. "Bit Part" (letras Dando/Tom Morgan, musica Dando)
8. "Alison's Starting to Happen"
9. "Hannah & Gabi"
10. "Kitchen" (Nic Dalton)
11. "Ceiling Fan in My Spoon"
12. "Frank Mills" (James Rado, Gerome Ragni, Galt MacDermot)

1. "Mrs. Robinson" (Paul Simon) (Faixa Bonus)